# Världsmästerskapen i bordtennis 1947
 Världsmästerskapen i bordtennis 1947 spelades i Paris under perioden 25 februari-7 mars 1947.

## Medaljörer

### Lag
| Disciplin            | Guld                                                                                 | Silver                                                          | Brons                                                                                      |
| Herrarnas lagtävling | Tjeckoslovakien Ivan Andreadis Adolf Slar Vaclav Tereba František Tokár Bohumil Váňa | USA William Holzrichter Richard Miles Louis Pagliaro Sol Schiff | Österrike Heinrich Bednar Otto Eckl Johann Hartwich Heribert Just Ferdinand Schuech        |
| Herrarnas lagtävling | Tjeckoslovakien Ivan Andreadis Adolf Slar Vaclav Tereba František Tokár Bohumil Váňa | USA William Holzrichter Richard Miles Louis Pagliaro Sol Schiff | Frankrike Alexandre Agopoff Guy Amouretti Maurice Bordrez Michel Haguenauer Michel Lanskoy |
| Damernas lagtävling  | England Elizabeth Blackbourn Vera Dace Margaret Franks Margaret Osborne              | Ungern Eva Anderlik Gizella Farkas Rozsi Karpati                | Tjeckoslovakien Vlasta Depetrisová Eliska Furstova Marie Kettnerová Věra Votrubcová        |
| Damernas lagtävling  | England Elizabeth Blackbourn Vera Dace Margaret Franks Margaret Osborne              | Ungern Eva Anderlik Gizella Farkas Rozsi Karpati                | USA Mae Clouther Davida Hawthorn Reba Monness Leah Thall                                   |

### Individuellt
| Disciplin      | Guld                           | Silver                        | Brons                               |
| Herrsingel     | Bohumil Váňa                   | Ferenc Sidó                   | Johnny Leach                        |
| Herrsingel     | Bohumil Váňa                   | Ferenc Sidó                   | Louis Pagliaro                      |
| Damsingel      | Gizella Farkas                 | Elizabeth Blackbourn          | Vera Dace                           |
| Damsingel      | Gizella Farkas                 | Elizabeth Blackbourn          | Gertrude Pritzi                     |
| Herrdubbel     | Adolf Slar Bohumil Váňa        | Jack Carrington Johnny Leach  | Viktor Barna Adrian Haydon          |
| Herrdubbel     | Adolf Slar Bohumil Váňa        | Jack Carrington Johnny Leach  | Ladislav Štípek Vaclav Tereba       |
| Damdubbel      | Gizella Farkas Gertrude Pritzi | Mae Clouther Reba Monness     | Davida Hawthorn Leah Thall          |
| Damdubbel      | Gizella Farkas Gertrude Pritzi | Mae Clouther Reba Monness     | Mary Detournay Josee Wouters        |
| Mixade dubblar | Ferenc Soos Gizella Farkas     | Adolf Slar Vlasta Depetrisová | Viktor Barna Margaret Franks        |
| Mixade dubblar | Ferenc Soos Gizella Farkas     | Adolf Slar Vlasta Depetrisová | William Holzrichter Davida Hawthorn |

### Fotnoter
1. ↑  ”World Championships Results”. ITTF Museum. Arkiverad från originalet den 11 maj 2012. https://web.archive.org/web/20120511103023/http://www.ittf.com/museum/results/WorldChresults.html. Läst 7 april 2012.
2. ↑  ”ITTF Statistics”. ittf.com. Arkiverad från originalet den 4 mars 2016. https://web.archive.org/web/20160304105818/http://www.ittf.com/ittf_stats/All_events4.asp?Competition_ID=14. Läst 7 april 2012.